# Wishart Township
Wishart Township est un ancien township, situé dans le comté de Polk, dans le Missouri, aux États-Unis,.
Le township est baptisé en référence à la communauté de Wishart (en).

### Source de la traduction
- (en) Cet article est partiellement ou en totalité issu de l’article de Wikipédia en anglais intitulé « Wishart Township, Polk County, Missouri » (voir la liste des auteurs).